# Riccardo Cenci
Riccardo Cenci (Fucecchio, 25 febbraio 1958) è un allenatore di calcio ed ex calciatore italiano.

## Carriera

### Giocatore
Prodotto del vivaio della Pistoiese, esordisce in prima squadra nel vittorioso campionato di Serie C 1976-1977, disputando una partita. Nella stagione successiva colleziona un'ulteriore presenza in Serie B prima di essere ceduto, nel 1978, alla Cerretese, militante nel campionato di Serie C2. Con gli arancioni Cenci si mette in luce, realizzando 9 reti in 27 partite e attirando l'attenzione della Lazio, che lo mette sotto contratto per la stagione 1979-1980.
Con i biancocelesti scende in campo in 5 occasioni, debuttando nella massima serie il 9 marzo 1980 a Torino in occasione del pareggio a reti bianche contro la Juventus. Al termine della stagione la Lazio retrocede in Serie B a causa delle vicende legate al calcioscommesse, ma anche in cadetteria Cenci risulta poco impiegato: altre 5 presenze con la prima ed unica rete in maglia biancoceleste, il 26 ottobre 1980 a Foggia.
Al termine della stagione viene ceduto al Piacenza, in Serie C1. In Emilia viene impiegato regolarmente da titolare, totalizzando 55 presenze e 8 reti.
Nell'estate 1983, dopo la retrocessione del Piacenza, scende anch'egli in Serie C2 con la maglia del Mantova, dove rimane per una stagione prima di accasarsi al Derthona, sempre in Serie C2.
Rimane in Piemonte fino al 1989, con l'intermezzo di una stagione nell'Interregionale con la maglia del Fiorenzuola.
Nel 1987 rientra a Tortona e contribuisce alla salvezza della squadra nelle due annate successive, in Serie C1. Conclude la carriera tornando ancora in Toscana, con le maglie di Cuoiopelli e Rondinella, in Serie C2.
In carriera ha totalizzato complessivamente 5 presenze in Serie A e 6 presenze e una rete in Serie B.

### Allenatore
Nella stagione 2008-2009 ha ricoperto l'incarico di allenatore degli Allievi regionali del Cuoiopelli.
Il 7 giugno 2017 viene nominato direttore tecnico del Fucecchio, sua città natale, affiancando prima Andrea Cipolli e poi Marco Ghizzani.; il 12 gennaio 2018 viene esonerato dall'incarico assieme all'intero staff.

## Palmarès

### Giocatore
- Campionato italiano Serie C: 1

Pistoiese: 1976-1977